# Dan dan kokoro hikareteku
Dan dan kokoro hikareteku (DAN DAN 心魅かれてく? lett. "Gradualmente stai conquistando il mio cuore") è il quarto singolo del gruppo musicale J-pop Field of View, utilizzato come sigla di apertura dell'anime Dragon Ball GT.
Il singolo, pubblicato su CD singolo l'11 marzo 1996 soltanto in Giappone, abbinato al brano Dear Old Days, è arrivato sino alla quarta posizione dei singoli più venduti in Giappone.

## Descrizione
Il testo di Dan dan kokoro hikareteku è stato scritto da Izumi Sakai, cantante del gruppo Zard, benché la versione dei Field of View sia stata registrata e pubblicata prima. In seguito gli Zard hanno pubblicato una propria versione del brano nell'album Today Is Another Day.
Il testo della canzone in sé non ha nulla a che vedere con la storia di Dragon Ball GT, dato che semplicemente racconta di una dichiarazione d'amore. Tuttavia nei vari adattamenti internazionali dell'anime, il brano, è stato tradotto in diverse lingue, ed alcune hanno deciso di utilizzare un testo collegato alla storia dell'anime.

## Tracce
CD Single
1. DAN DAN 心魅かれて (DAN DAN Kokoro Hikarete ’ku?)
2. Dear Old Days
3. DAN DAN 心魅かれて (DAN DAN Kokoro Hikarete ’ku?) (versione karaoke)